# Winfrid Budde
Winfrid Ferdinand Budde (* 29. Januar 1941 in Hamm) ist ein deutscher Arzt, Schriftsteller und Illustrator.

## Leben
Winfrid Budde, auch „Ente“ genannt, wuchs in Heessen bei Hamm auf. Nach dem Abitur studierte er Medizin und war ab 1978 als niedergelassener Hals-Nasen-Ohrenarzt in Hamburg tätig. Im ärztlichen Ruhestand begann er mit dem Schreiben von Kinderbüchern und illustrierte diese selbst. Winfrid Budde lebt in Hamburg.

## Werke
- Der Korken, Kinderbuch, Hamburg 2011.
- Das Kuckucksei, Kinderbuch, Hamburg 2014.
- Oskar, beeil dich, Kinderbuch, Heide 2016.
- Ebo und Mopati, Kinderbuch, Hamburg 2020.